# Centromerus persimilis
Centromerus persimilis là một loài nhện trong họ Linyphiidae. Chúng được Octavius Pickard-Cambridge miêu tả năm 1912.